# Великокаменка (Луганская область)
Большека́менка (или Великока́менка) (укр. Великокам'янка) — посёлок, относится к Ровеньковскому городскому совету Луганской области Украины. Де факто — с 2014 года населённый пункт контролируется самопровозглашённой Луганской Народной Республикой.

## География
Соседние населённые пункты: посёлки Кленовый, Покровка, Калиновка, Новодарьевка на юго-востоке, Павловка, Володарск на востоке, сёла Медвежанка, Николаевка, Нагорное на северо-востоке, Палиевка и Каменка на севере, Мечетка, Ребриково, Македоновка на северо-западе, Коробкино, Вербовка, посёлки Новоукраинка, Пролетарский на западе, Кошары, село Лозы, город Ровеньки на юго-западе, Дзержинский на юге.

## История
В январе 1989 года численность населения составляла 1465 человек.
На 1 января 2013 года численность населения составляла 1148 человек.

## Местный совет
94783, Луганская обл., Ровеньковский городской совет, пгт. Кленовый, Театральная, 14